# 下坡車
下坡車，或稱下坡單車、下坡腳踏車，是登山車的一種設計，為可進行自山坡地型下衝的極限運動腳踏車。
與一般登山車比較，差異設計為：
- 粗厚輪胎，胎寬尺寸2.4,2.5,2.6或3.0英吋。
- 下坡運動時前輪承受較大衝擊，許多下坡車設計為前輪尺寸較後輪寬。前輪碟煞較後輪大。
- 配合下坡角度，車把設計為高挑型，座管則較低，使下坡騎乘時身體較易運動平衡。
- 下坡運動專用，加裝導鍊器防止鍊條脫離。
- 粗壯車架，下坡以堅固為主，犧牲上坡所考慮之輕便。
- 車架底部較高以穿越更凸出地型。